# Perdita consimilis
Perdita consimilis är en biart som beskrevs av Timberlake 1968. Perdita consimilis ingår i släktet Perdita och familjen grävbin. Inga underarter finns listade i Catalogue of Life.